# Lemkovina
Lemkovina je etnografická oblast na území Polska, Slovenska a Ukrajiny, která je obývána Lemky. Nachází se v Karpatech (na obou svazích Beskyd) mezi řekami San a Dunajec (v Polsku) a severozápadně od řeky Uh (v Zakarpatské oblasti Ukrajiny). Na Slovensku je částí Prešovského kraje.
Před 1. světovou válkou byla tato oblast širší, od Nízkých Beskyd (polsky Beskid niski) – v pásmu širokém 10–25 km, od Popradské doliny až k údolí řeky Oslawy; a východního Slovenska – až k Vihorlatu a Spišské Maguře – vše na území tehdejšího Rakouska-Uherska.